# クラドグラム

水平的に表現されたクラドグラムでは、根源は左に置かれる。

2種類の垂直的に表現されたクラドグラム、いずれも根源は下に置かれている。

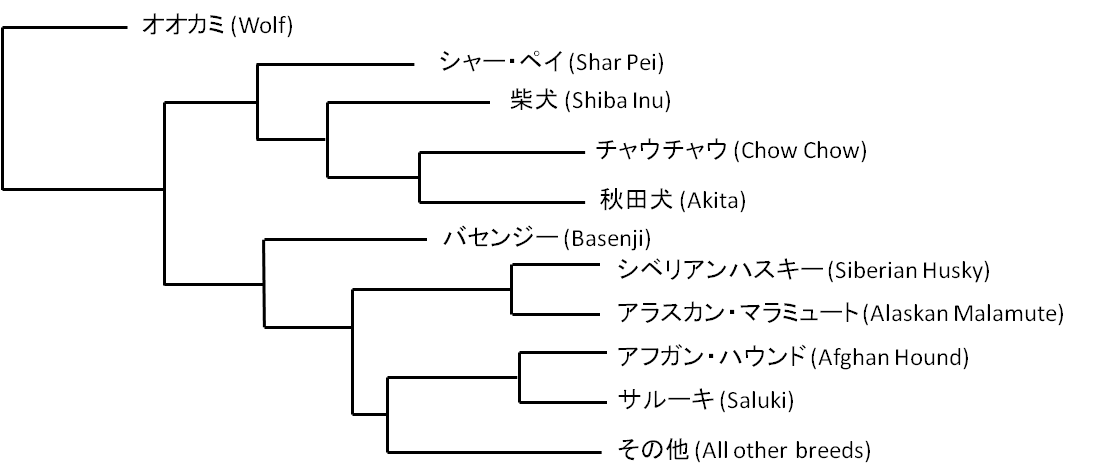
クラドグラムで表現された、古代犬種の系統樹。

クラドグラム (cladogram) は、ギリシア語で「枝」を意味する「クラドス κλάδος (cládos)」と、「特徴」を意味する「グラマ γράμμα (grámma)」から成る語で、様々な生物分類学上の種の関係を示す手法として、分岐学において用いられるダイアグラムである。クラドグラムは系統樹とは異なり、先祖がどのように子孫たちと関係しているのかを示すものではないし、また、進化の中での変化を量的に表現するものでもなく、ひとつのクラドグラムから様々に異なる系統樹を推測することが可能である。 クラドグラムは、最も近い共通祖先をもち、系統群、ないし、分岐群と称される様々な種が、諸々の方向に分岐した線の集合によって表現される。 クラドグラムには、様々な形態があるが、いずれの場合においても、ある枝線は必ず他の線から分岐して伸びている。線を辿れば、必ず、どこで他の線と分岐したのかが明らかになる。こうした分岐点には、その子孫にあたる種に共通する特徴などから類推して、複数の種に共通した仮想的な共通先祖を想定することができるが、それは実在したとは限らない。この仮想的な先祖は、様々な特徴の進化や、適応、その他の先祖たちの進化についての議論に手がかりを与えることになる場合もある。伝統的には、こうしたクラドグラムは、概ね形態学的特徴に基づいて作成されてきたが、今ではDNAやRNAの配置のデータが解明され、コンピュータを用いた系統学がクラドグラムの作成に常用されるようになっており、純然と分子系統学的手法によって作成されるものもあれば、形態学を組み合わせて作成されるものもある。